# Amos Morrill

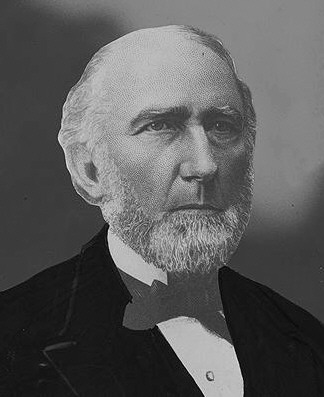
Amos Morrill, zwischen 1867 und 1870

Amos Morrill (* 25. August 1809 in Salisbury, Massachusetts; † 5. März 1884 in Austin, Texas) war ein US-amerikanischer Jurist.

## Leben
Morrill entstammte einer alteingesessenen puritanischen Familie. Er arbeitete als Schulmeister um Geld zu sparen um das Bowdoin College in Brunswick, Maine besuchen zu können. Nachdem er 1834 seinen Abschluss am Bowdoin College erhalten hatte, ging er nach Tennessee, wo er sich in Nashville und dann in Murfreesboro niederlies und für zwei Jahre als Lehrer tätig war. Danach ging er 1836 nach Amesbury, Massachusetts und studierte Rechtswissenschaften in einer Anwaltskanzlei. Morrill kehrte nach Murfreesboro zurück und praktizierte dort als Rechtsanwalt. 1838 zog er nach Clarksville in der Republik Texas und praktizierte dort als Rechtsanwalt. 1843 heiratete Morrill und sein Schwager wurde Partner in seiner Anwaltskanzlei.
1856 zog Morrill nach Austin, wo er mit Andrew Jackson Hamilton als Partner eine erfolgreiche Anwaltskanzlei aufbaute. Morrills Opposition zu sezessionistischen Bestrebungen sowie seine Zugehörigkeit zu den Unionisten veranlasste ihn, bei Ausbruch des Sezessionskriegs aus dem Staat zu fliehen. Erst nach Mexiko, dann nach Massachusetts. Das letzte Jahr des Krieges verbrachte er in New Orleans. Nach dem Ende des Krieges kehrte er nach Austin zurück und nahm seine Anwaltstätigkeit wieder auf. 1868 wurde er zum Chief Justice des Texas Supreme Court ernannt, eine Position, die er für zwei Jahre bekleidete. Von 1870 bis 1872 praktizierte er erneut als Rechtsanwalt in Austin, bevor er am 18. Januar 1872 vom Präsidenten Ulysses S. Grant zum Richter am United States District Court for the Eastern District of Texas nominiert wurde, um den vakanten Sitz von Joel C. C. Winch neu zu besetzen. Am 5. Februar wurde Morrill vom Senat der Vereinigten Staaten bestätigt und seine Amtseinführung erfolgte noch am selben Tag. Morrill übte sein Amt die nächsten elf Jahre in Galveston aus. Im Oktober 1883 ging er aufgrund seiner sich verschlechternden Gesundheit in den Ruhestand. In der Hoffnung das dortige Klima sich positiv auf seine Gesundheit auswirken würde reiste er nach Kalifornien. Als er sich später in Tennessee aufhielt erfuhr er, dass sein Rücktritt nicht angenommen worden war. Sollte er nicht nach Galveston zurückkehren würden die für November geplanten Gerichtstermine nicht durchgeführt werden können. Morrill kehrte pflichtbewusst nach Galveston zurück und absolvierte die entsprechenden Gerichtsverhandlungen, trotz seiner sich weiter verschlechternden Gesundheit. Anschließend kehrte er nach Austin zurück, wo er am 5. März 1884 starb.
Obgleich Morrills Ehe kinderlos blieb, galt er als kinderlieb und unterstützte die schulische Bildung von sieben Kindern finanziell. Für vier der Kinder übernahm er die Kosten ihrer schulische Bildung komplett.